# هنری لاکسونن
 هنری لاکسونن (انگلیسی: Henri Laaksonen؛ زادهٔ ۳۱ مارس ۱۹۹۲) یک تنیس‌باز اهل فنلاند است.